# Phloea subquadrata
Phloea subquadrata ist eine Wanze aus der Familie Phloeidae, die in der Neotropis vorkommt. 

## Merkmale
Die Wanzen besitzen einen abgeflachten Körper mit gelappten und blätterartigen Erweiterungen. Die Augen sind in einen dorsalen und ventralen Teil gegliedert. Ferner besitzen sie dreigliedrige Fühler. Die Geschlechter können neben den Genitalien an der Form der Lappen am Kopf sowie der Länge von Rüssel und Scutellum unterschieden werden.

## Verbreitung
Die Art kommt ausschließlich im Mata Atlântica („Atlantischer Regenwald“) an der Ostküste Brasiliens vor. Das Verbreitungsgebiet reicht vom Süden des Bundesstaates Bahia bis nach Rio Grande do Sul.

## Lebensweise
Der Lebensraum der Wanzenart bilden halb-immergrüne Wälder (engl. semi-deciduous forests), die im Übergangsbereich zwischen den feuchten Küstenwäldern und der Savannenvegetation im Landesinneren liegen. Die Wanzen leben an Baumstämmen verschiedener Myrtengewächse (Myrtaceae) wie Campomanesia guazumaefolia, Campomanesia rhombea, Campomanesia xanthocarpa, Myrciaria jaboticaba und Eugenia cauliflora. Weitere Wirts- und Futterpflanzen sind Myrobalanen wie Terminalia kuhlmannii und Wolfsmilchgewächse (Euphorbiaceae) wie Sucurinega guaraiuva. Sie ernähren sich von den Pflanzensäften ihrer Wirtspflanzen. Die Wanzen durchlaufen während ihrer Entwicklung fünf Nymphenstadien. Das erste Nymphenstadium verbringen sie im Schutz ihrer Mütter auf deren Unterseite.

## Belege